# Karl Ziegler

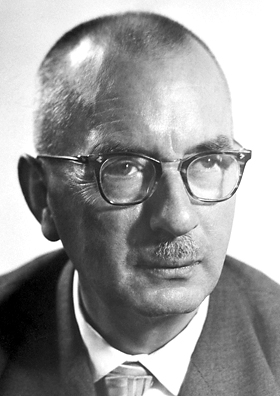
Karl Ziegler

Karl Waldemar Ziegler (* 26. November 1898 in Helsa bei Kassel; † 11. August 1973 in Mülheim an der Ruhr) war ein deutscher Chemiker. Sein wissenschaftliches Lebenswerk umfasst Beiträge zur Chemie der Kohlenstoffradikale, der lithiumorganischen Verbindungen und der Ringschlussreaktionen, zur Naturstoffchemie und zur metallorganischen Chemie, zu nützlichen organischen Synthesemethoden wie der Wohl-Ziegler-Bromierung und zum Verständnis der lebenden Polymerisation. Seine Arbeiten über die Reaktion von Triethylaluminium mit Ethen führten zur Produktion von Fettalkoholen für biologisch abbaubare Waschmittel und als Koppelprodukt zu hochreinem Aluminiumoxid, das vielfältige Verwendung in der chemischen Industrie findet.
Ziegler, der 25 Jahre das Max-Planck-Institut für Kohlenforschung in Mülheim an der Ruhr leitete, schuf mit dem Ziegler-Natta-Verfahren zur Herstellung von Polyolefinen über koordinative Insertionspolymerisation mit metallorganischen Katalysatoren die Grundlagen für die Massenproduktion von Kunststoffen wie Polyethylen und Polypropylen. Der Erfindung des Verfahrens verdankte Ziegler die Verleihung des Nobelpreises für Chemie im Jahr 1963, der ihm zusammen mit Giulio Natta für ihre Entdeckungen auf dem Gebiet der Chemie und Technologie der Hochpolymeren zuerkannt wurde. Basierend auf seinen Patenten werden heute jährlich mehrere Millionen Tonnen Polyolefine hergestellt. Aus den Erträgen seiner Lizenzen stiftete Ziegler an seinem 70. Geburtstag 40 Millionen Deutsche Mark für einen Forschungsfonds. Der Stadt Mülheim vermachten ihr Ehrenbürger Ziegler und seine Frau Maria eine bedeutende Gemäldesammlung der Kunst des 20. Jahrhunderts.
Ziegler war 1946 Mitbegründer und bis 1951 erster Präsident der Gesellschaft Deutscher Chemiker (GDCh). Sie verleiht den nach ihm benannten Karl-Ziegler-Preis sowie den Karl-Ziegler-Förderpreis. Aus seiner wissenschaftlichen Schule gingen zahlreiche Industriechemiker sowie spätere Professoren wie Günther Otto Schenck, Günther Wilke und Klaus Hafner hervor.

## Leben
Karl Ziegler wurde als zweiter Sohn des Ehepaars Carl August und Luise Ziegler in Helsa bei Kassel geboren, wo er seine Kindheit und frühe Jugend verbrachte. Die Grundschule besuchte er in Kassel-Bettenhausen. Im Jahr 1910 zog die Familie nach Marburg, wo der Vater als evangelischer Pfarrer wirkte. Dort besuchte Ziegler ab 1910 das Realgymnasium, die Martin-Luther-Schule. Die Lektüre eines einführenden Lehrbuchs der Physik und Kontakte zu Professoren der  Universität Marburg förderten Zieglers Interesse an der Wissenschaft. Ab 1916 studierte Ziegler Chemie an der Universität Marburg, wo er in der Arbeitsgruppe von Karl von Auwers seine Dissertation zum Thema Untersuchungen über Semibenzole und verwandte Verbindungen anfertigte und im August 1920 promoviert wurde. Im März 1922 heiratete er Maria Kurtz. Aus der Ehe stammen die Kinder Marianne und Erhart. Bereits 1923 habilitierte er sich in Marburg  mit der Schrift Zur Kenntnis des „dreiwertigen“ Kohlenstoffs: Über Tetra-aryl-allyl-radikale und ihre Abkömmlinge. Nach der Habilitation folgte zunächst von 1925 bis 1926 ein befristeter Lehrauftrag bei Julius von Braun in Frankfurt am Main. Im Jahre 1926 nahm er eine Stelle als Privatdozent bei Karl Freudenberg in Heidelberg an.
Nach der Machtergreifung wurde Ziegler 1934 von Funktionären der Heidelberger NSDAP-Ortsgruppe wegen demonstrativen Umgangs mit einer jüdischen Familie beim Kultusministerium denunziert. Zieglers ablehnende Haltung gegenüber dem Nationalsozialismus verhinderte 1936 eine Berufung an die Universität Karlsruhe, obwohl ein Gutachten des NS-Erziehungswissenschaftlers Ernst Krieck positiv ausfiel und ihn als tüchtigen Chemiker mit der Begabung zum Erfinden und Entdecken beschrieb. Daher wäre es eine Notwendigkeit, ihn zu halten und zu fördern, trotz der starken politischen Bedenken, die gegen ihn vorlägen.
Der Berufung widersprach der Karlsruher Dozentenbundführer Helmut Weigel, der befürchtete, „[…] vielleicht eines Tages als mitverantwortlich für die Berufung eines Judengenossen […] angeprangert zu werden“, und darum bat, „einen Kompromiß um die Person und den Fachmann Ziegler nicht an unserer Hochschule zur Anwendung kommen zu lassen. Es wäre wirklich, wie Sie schrieben, das Beste, wenn man Z. in ein Forschungsinstitut stecken könnte.“
Im Wintersemester 1935/36 hielt Ziegler eine Gastvorlesung an der University of Chicago. Nach seiner Rückkehr sprach sich der Rektor der Universität Halle, Emil Woermann, trotz Zieglers Auseinandersetzungen mit der NSDAP in Heidelberg für den Wechsel des Chemikers nach Halle aus. Den Umzug und die Übernahme des dortigen Lehrstuhls als ordentlicher Professor und Direktor des Chemischen Instituts ordnete der Reichserziehungsminister Bernhard Rust am 1. Oktober 1936 an. Ziegler war förderndes Mitglied der SS und erhielt am 19. Oktober 1940 das Kriegsverdienstkreuz 2. Klasse.

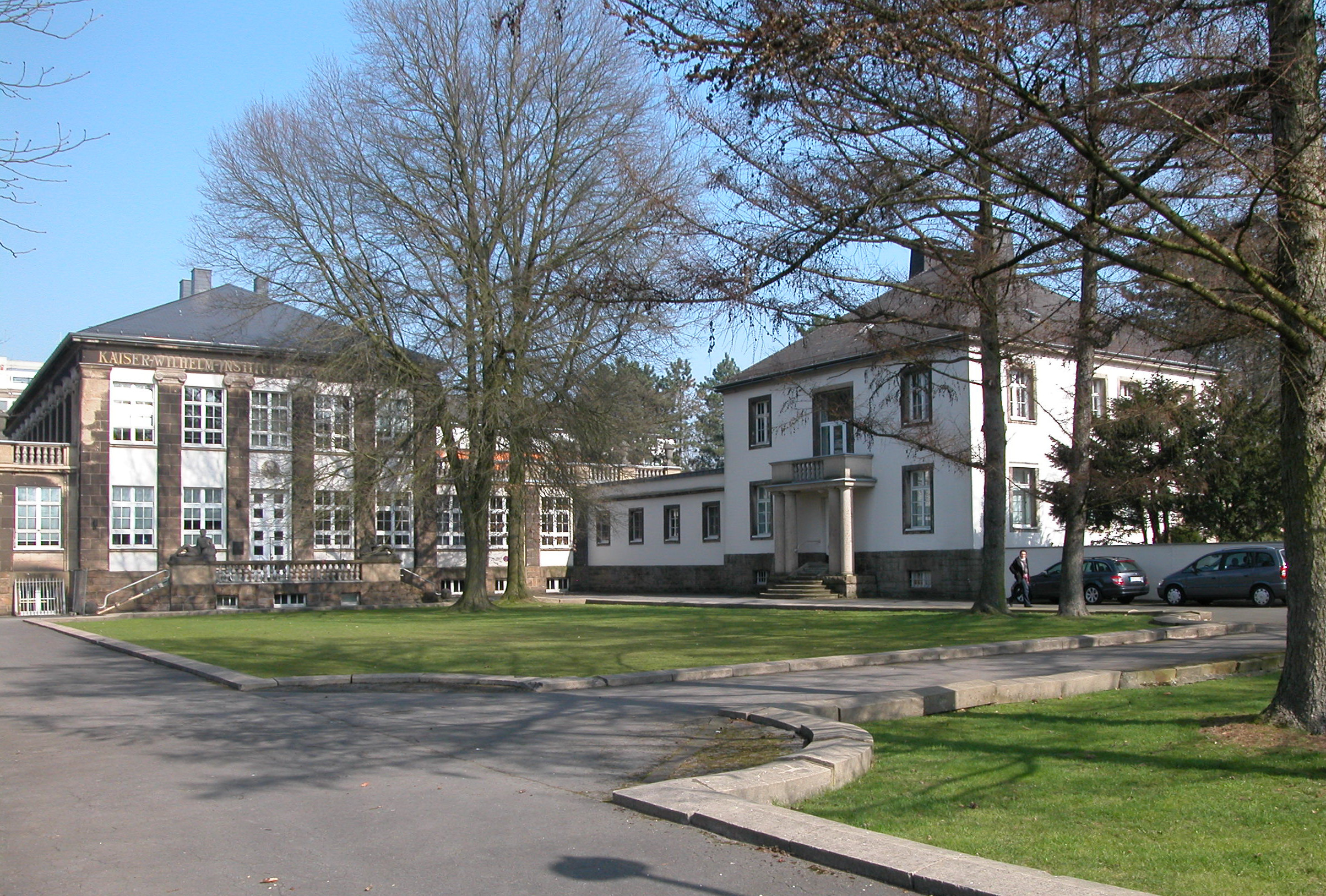
Kaiser-Wilhelm-Institut für Kohlenforschung
(heute: Max-Planck-Institut für Kohlenforschung)

Um seinen Einfluss auf Studenten zu begrenzen, griff das Reichserziehungsministerium 1943 die Idee von Weigel auf, und Rudolf Mentzel befürwortete seine Versetzung an ein Forschungsinstitut.  1943 wurde Ziegler  Nachfolger von Franz Fischer als Direktor des Kaiser-Wilhelm-Institut für Kohlenforschung in Mülheim (Ruhr). Ziegler stand dieser Ernennung zunächst skeptisch gegenüber, da sein wissenschaftliches Werk bis zu seiner Berufung kaum etwas mit der Kohlenforschung zu tun hatte. Die Stiftung der Kaiser-Wilhelm-Gesellschaft räumte ihm jedoch vollkommene Freiheit in der Wahl der Forschungsgebiete ein. Im Jahr 1945 besetzten US-Truppen das Institut und unterstellten es zeitweise, vor allem wegen der Arbeiten von Franz Fischer zum Fischer-Tropsch-Verfahren, der North German Coal Control. Das Institut in Mülheim wurde 1948 in Max-Planck-Institut für Kohlenforschung umbenannt. Ab 1949 lehrte Ziegler als Honorarprofessor an der RWTH Aachen. In Mülheim entwickelte er ab dem Jahre 1953 ein bei niedrigem Druck arbeitendes Polymerisationsverfahren für Ethen in Gegenwart von metallorganischen Mischkatalysatoren.
Vom 20. September 1949 bis zum 31. Dezember 1951 war er der erste Vorsitzende der aus dem Zusammenschluss regionaler Gesellschaften hervorgegangenen Gesellschaft Deutscher Chemiker (GDCh). Zuvor war er vom 20. September 1946 bis 20. September 1949 Gründungs-Vorsitzender der GDCh in der britischen Zone. 1952 hielt er Gastvorlesungen an der University of Wisconsin–Madison und der University of Illinois at Urbana-Champaign. Im Jahr 1954 übernahm er den Vorsitz der Deutschen Gesellschaft für Mineralölwissenschaft und Kohlechemie und ein Jahr später wurde er Vorsitzender der Chemisch-Physikalisch-Technischen Sektion und Senator der Max-Planck-Gesellschaft. Beide Positionen hatte er bis 1957 inne.
Sein Lebenswerk beschrieb Ziegler 1966 mit den folgenden Worten: „Ich habe angefangen wie der Wanderer, der in ein unbekanntes Land eindringt und der wohl ahnt, daß vor ihm viel Schönes und Interessantes liegen mag, der auch hin und wieder ein Stück des Weges überschauen kann, der aber doch nicht weiß, wohin die Reise schließlich führt.“

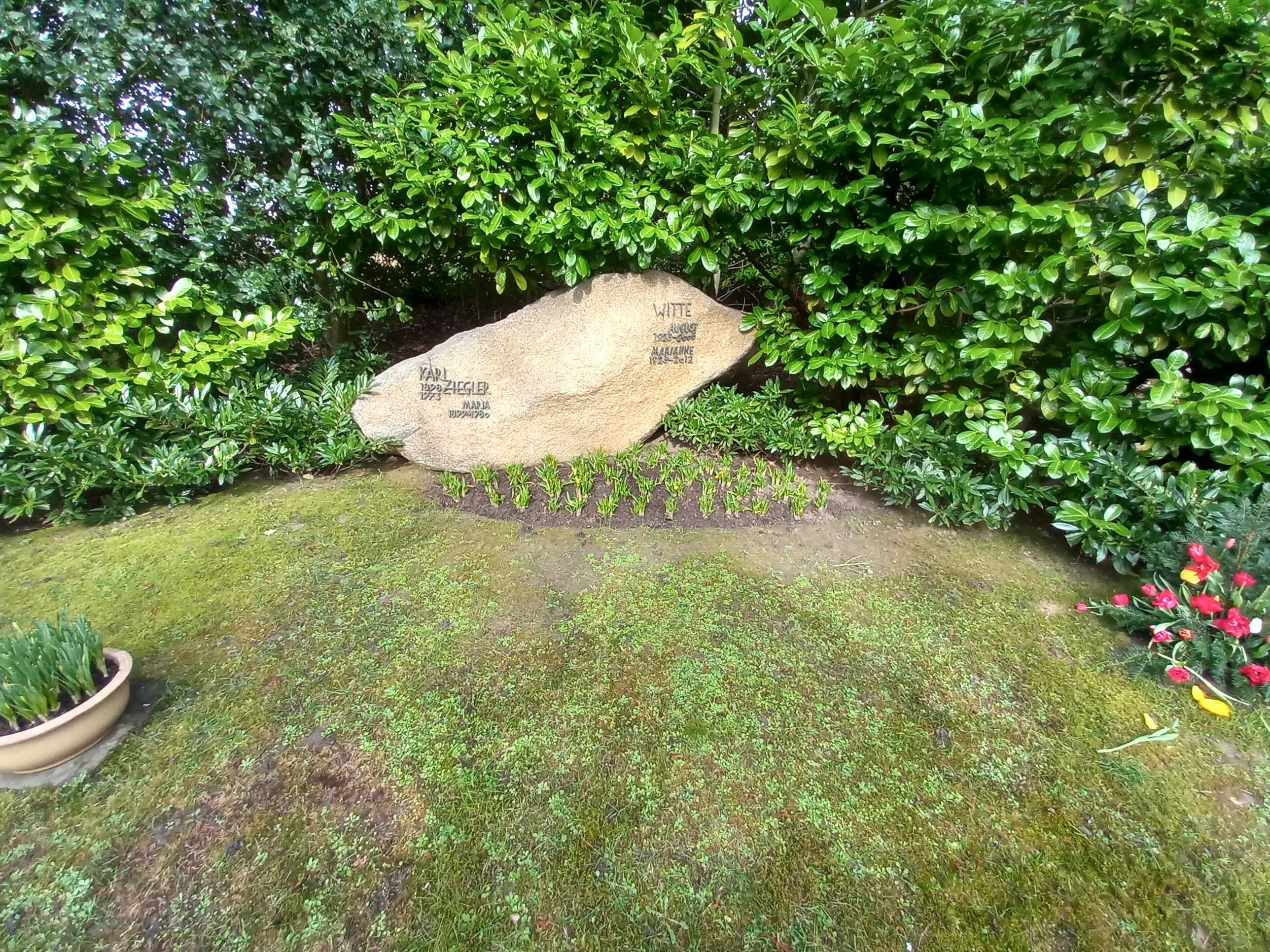
Das Grab von Karl Ziegler und seiner Ehefrau Maria geborene Kurtz auf dem Hauptfriedhof Mülheim an der Ruhr

Im Jahre 1969 folgte die Emeritierung in Mülheim an der Ruhr. Zwischen 1970 und 1971 war Ziegler Gründungspräsident der Rheinisch-Westfälischen Akademie der Wissenschaften in Düsseldorf.
Am 11. August 1973 starb Karl Ziegler im Alter von 74 Jahren an einem Herzinfarkt in Mülheim an der Ruhr, wo er auf dem Hauptfriedhof beigesetzt wurde.

## Wissenschaftliches Hauptwerk

Übersicht über Zieglers wissenschaftliches Hauptwerk (in Anlehnung an seinen Nobelvortrag)

Zieglers akademische Studien begannen im Arbeitskreis von Karl von Auwers mit Arbeiten über Semibenzole (Methylencyclohexadiene). Nach der Promotion begann Ziegler auf Anraten von Auwers mit dem Studium der Kohlenstoffradikale. Diese Untersuchungen führten über die alkaliorganischen Verbindungen und die aluminiumorganischen Verbindungen zur Entdeckung von metallorganischen Mischkatalysatoren und der Herstellung von Polyolefinen.
Daneben forschte Ziegler immer wieder erfolgreich auf weiteren Teilgebieten der organischen Chemie, die zur Darstellung großer Kohlenstoffringe, zur Naturstoffsynthese, der Synthese von Azulen und zu präparativen Methoden wie der Wohl-Ziegler-Bromierung führten.

### Freie Radikale

1,1,3,3-Tetraphenylallyl-Radikal (Ziegler, 1923)

Noch während seiner Zeit als Doktorand an der Universität Marburg war Ziegler an substituierten Ethanderivaten und der Bildung von organischen Radikalen interessiert. In seiner ersten wissenschaftlichen Veröffentlichung zeigte er, wie halochrome (R3C+Z−)-Salze aus Carbinolen dargestellt werden können. Frühere Arbeiten hatten den Eindruck vermittelt, dass halochrome Salze oder freie Radikale des Typs (R3C•) einen aromatischen Rest zur Stabilisierung erfordern würden. Er wurde aufgefordert, ähnlich substituierte Radikale zu synthetisieren, und stellte 1923 erfolgreich das 1,1,3,3-Tetraphenylallyl- und das Pentaphenylcyclopentadienyl-Radikal her. Diese beiden Verbindungen waren stabiler als frühere synthetisierte freie Kohlenstoffradikale, wie das Triphenylmethylradikal.
Im Laufe der Jahre veröffentlichte Ziegler viele Publikationen, in denen er die sterischen und elektronischen Faktoren für die Dissoziation von hexasubstituierten Ethanderivaten beschrieb. Sein Interesse an der Stabilität der dreiwertigen Kohlenstoffradikale fand 1935 die Anerkennung durch die Verleihung der Liebig-Denkmünze durch den damaligen Verein Deutscher Chemiker für Forschungen auf dem Gebiet der Radikale mit dreiwertigem Kohlenstoff und für hervorragend durchdachte und sicher ausgearbeitete Synthesen von vielgliedrigen Ringsystemen.

### Alkaliorganische Verbindungen
Zur Untersuchung des 1,1,3,3-Tetraphenylallylradikals versuchte Ziegler, die allylische Doppelbindung nach einer Methode von Wilhelm Schlenk mit metallischem Kalium zu reduzieren. Da das Radikal selbst nicht der Reduktion zugänglich war, nahm er diese an einer Vorstufe des Radikals, dem 1,1,3,3-Tetraphenylallylethylether vor. Als Ergebnis erhielt er nicht das erwartete reduzierte Produkt, sondern es entstanden durch Etherspaltung neben Alkoholaten hochreaktive Kaliumalkyle. Ziegler dehnte die Forschungen auf dem Gebiet der Alkalialkyle auf die natrium- und lithiumorganischen Verbindungen aus. Mit der Umsetzung von Alkylchloriden mit metallischem Lithium entwickelte Ziegler ein generelles und einfaches Verfahren zur Herstellung von lithiumorganischen Verbindungen, etwa von Butyllithium aus 1-Chlorbutan und Lithium. Lithiumorganische Verbindungen wurden dadurch universell einsetzbare Reagenzien in der organischen Synthese.
Im Jahr 1927 fand Ziegler, dass sich bei Zugabe von Phenylisopropylkalium zu einer Lösung von Stilben (1,2-Diphenylethen) in Diethylether ein Farbumschlag von rot nach gelb ergab. Wie Ziegler zeigen konnte, beruhte der Farbumschlag auf der Insertionsreaktion der Stilben-Doppelbindung in die Kalium-Kohlenstoffbindung unter Ausbildung einer neuen Kohlenstoff-Kalium-Bindung. Damit hatte Ziegler eine weitere grundlegende Reaktion der metallorganischen Chemie entdeckt.

### Lebende Polymerisation

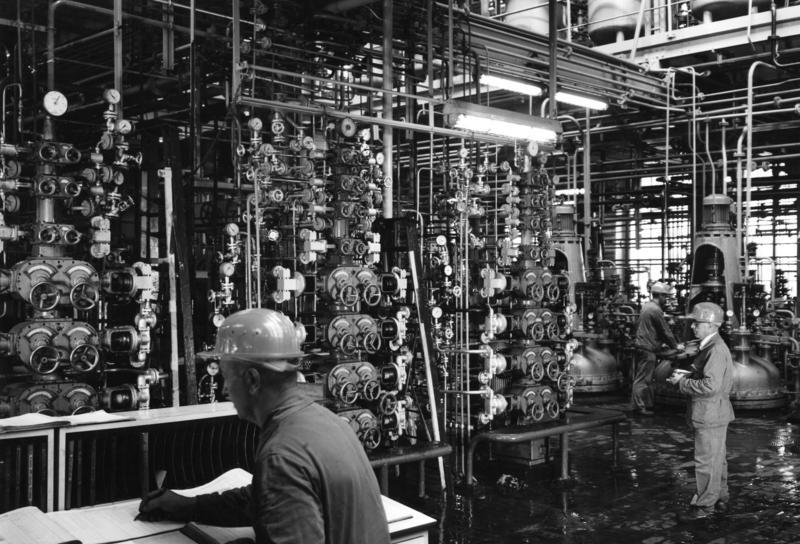
Herstellung von Synthesekautschuk bei Bayer

Ziegler erkannte, dass der bei der Untersuchung der Insertion von Stilben gefundene Mechanismus sich ohne Weiteres auf die Polymerisation von Butadien mit Natrium übertragen lässt. Er und sein Mitarbeiter Colonius entwickelten um 1930 Verfahren zur Untersuchung des Polymerisationsvorganges bei der Herstellung von Synthesekautschuk aus 1,3-Butadien unter Einsatz von elementarem Natrium (Buna). Dabei gelang der Nachweis, dass es sich um eine anionische Polymerisation handelt, die analog der vorher beobachteten Insertion der Stilbenaddition an Phenylisopropylkalium ablief und als lebende Polymerisation bezeichnet wird, für die keine Abbruchreaktion existiert.

### Metallorganische Verbindungen
Die Forschung an den lithiumorganischen Verbindungen führte Ziegler schließlich zur aluminiumorganischen Chemie. Bei der Untersuchung der Reaktion von Lithiumaluminiumhydrid mit Ethen gelangte Ziegler zu α-Olefinen. Es stellte sich heraus, dass aluminiumorganische Verbindungen in dieser Reaktion noch wirksamer waren. Ab 1949 untersuchten Ziegler und Gellert die Reaktion von Triethylaluminium mit Ethen bei höherer Temperatur. Bei dieser Reaktion traten langkettige Aluminiumalkyle auf. Maximal lagerten sich etwa 100 Etheneinheiten je Kette an. Die Verteilung der Kettenlänge entsprach einer Poisson-Verteilung, die durch geeignete Wahl der Prozessparameter für den Bereich von 10 bis 16 Kohlenstoffen optimiert werden konnte.
Durch eine Eliminierungsreaktion wurden geradzahlige α-Olefine gebildet. Mit ihnen gelingt die Alkylierung von Benzol zu linearen Alkylbenzolen. Diese waren nach Sulfonierung und Neutralisation als anionische Tenside geeignet und gegenüber den seit den 1950er Jahren eingesetzten Tetrapropylenbenzolsulfonaten, die zur Schaumbildung und Sauerstoffarmut in Gewässern führten, gut biologisch abbaubar.
Bei der Oxidation des Aluminiumalkylkomplexes mit Sauerstoff und anschließender Hydrolyse mit Schwefelsäure und Wasser bilden sich naturidentische Fettalkohole, so genannte Ziegler-Alkohole oder Alfole, die als Fettalkoholsulfate oder nach Ethoxylierung und Sulfatierung als Alkylethersulfate in Körperpflegeprodukten sowie Wasch- und Reinigungsmitteln Verwendung finden. Laut dem 1961 verabschiedeten Detergentiengesetz durften Wasch- und Reinigungsmittel nur Tenside enthalten, die zu mindestens 80 % biologisch abbaubar sind. Dieses Kriterium hat auch in der aktuellen Rechtslage durch die Detergenzienverordnung (Verordnung (EG) Nr. 648/2004 über Detergenzien) Bestand. Die Ziegler-Alkohole sind unverzweigt und geradzahlig, die daraus hergestellten anionischen Tenside sind gut biologisch abbaubar.
Ziegler und Mitarbeiter untersuchten bald darauf die Umsetzung von Tripropylaluminium mit Propen und erhielten 2-Methylpent-1-en. Dieses Verfahren wurde die Grundlage für die Herstellung von Isopren nach dem Goodyear-Scientific-Design-Verfahren.

### Ziegler-Katalysatoren

Schema des HDPE (High-Density-Polyethylen) und LLDPE- (Linear-Low-Density-Polyethylen) Verfahrens

Zwischen 1952 und 1953 fanden Ziegler und Hans-Georg Gellert, dass beim Versuch der Polymerisation von Ethen mit Organolithiumverbindungen die Verbindungen in Lithiumhydrid und das Olefin zerfallen. Die einzige Ausnahme bildete Lithiumaluminiumhydrid. Um zu erforschen, ob Lithium oder Aluminium das aktivere Material war, testete Gellert verschiedene Organoaluminiumkomponenten. Triethylaluminium addierte einige Ethenmoleküle, aber die Kohlenstoffkettenverteilung unterschied sich auf Grund von konkurrierenden Kettenabbruchreaktionen.
Beim Versuch, Isopropylaluminium und Ethen in einem Edelstahlautoklaven bei 100 bis 200 bar und 100 °C zur Reaktion zu bringen, erhielten Ziegler und Holzkamp ausschließlich 1-Buten. Weitere Untersuchungen führten zu dem Schluss, dass der Autoklav Spuren von Nickel enthielt, die die Polymerisation gestoppt hatten. Holzkamp wies diesen so genannten Nickeleffekt durch Zugabe von Nickelsalzen zum Reaktionsgemisch nach.
Nickel war damit der erste Ziegler-Katalysator. Es wurde möglich, Ethen unter sehr milden Bedingungen zu dimerisieren. Nachdem der Grund der Abbruchreaktion erkannt war, suchte Ziegler nach Möglichkeiten, diese zu unterdrücken. Seine Mitarbeiter testeten eine Reihe von Metallsalzen. Die wirksamsten Ziegler-Katalysatoren wurden auf Basis von Titan- und Zirkoniumverbindungen im Zusammenwirken mit aluminiumorganischen Verbindungen gewonnen. Besonders die Titansalze waren so reaktiv, dass der Reaktionsdruck und die Reaktionstemperatur schließlich auf Normaldruck und Raumtemperatur abgesenkt werden konnten. Die Verwendung von Titan(IV)-chlorid mit Triethylaluminium führte zu hochpolymeren Produkten unter milden Bedingungen. Vorher war dies nur unter enormen Drücken von 1000 bis 2000 bar und Temperaturen von 200 °C im ICI-Verfahren möglich.
Die Entdeckung stellte einen gewaltigen Erfolg dar. Das nach dem Zieglerschen Verfahren hergestellte Polyethylen war nicht nur steifer, sondern auch widerstandsfähiger gegenüber höheren Temperaturen. Durch Copolymerisation mit α-Olefinen ließen sich die Eigenschaften des Materials für bestimmte Anwendungen maßschneidern. Viele andere Olefine wie Propen, 1,3-Butadien oder Isopren ließen sich mit den Ziegler-Katalysatoren polymerisieren. Der Übergang in die Großproduktion erfolgte sehr schnell. Im Jahr 1955 wurden erst 200 Tonnen, 1958 bereits 17.000 Tonnen und 1962 bereits 120.000 Tonnen Niederdruckpolyethylen hergestellt. Im Jahr 2003, 50 Jahre nach der Entdeckung der Ziegler-Katalysatoren und der Niederdruckolefinpolymerisation wurden weltweit etwa 25 bis 30 Millionen Tonnen Polypropylen, 10 bis 12 Millionen Tonnen Niederdruckpolyethylen und etwa 15.000 Tonnen Aluminiumalkyle nach Zieglers Patenten hergestellt.
Den Patentanmeldungen durch Ziegler 1953 und kurz darauf durch Guillio Natta und Montecatini folgten jahrzehntelange Rechtsstreite um die Patentrechte, vor allem um die Ansprüche bezüglich der Copolymerisation von Ethen mit α-Olefinen wie Propen und 1-Buten und um die Polypropylenherstellung. Im Januar 1953 hatten Ziegler und der italienische Chemiekonzern Verträge zur technischen Verwertung von aluminiumorganischen Reaktionen abgeschlossen. Sie umschlossen die Folgeerfindungen sowie eine Exklusivlizenz für Italien für bestimmte Schutzrechte. Ziegler gab 1954 seine Informationen zu den neuen Katalysatoren an Montecatini weiter und bat um Verständnis, dass der Ausbau der neuen Katalysatoren zunächst vollständig dem Mülheimer Institut vorbehalten sein sollte. Im Jahr 1954 meldeten Montecatini und Giulio Natta jedoch ein Patent auf die Herstellung von Polypropylen mit Katalysatoren aus Triethylaluminium und Titanchlorid an. Die Patentanmeldungen endeten in einem Patentstreit, der sich zwischen dem Max-Planck-Institut und Montecatini über mehrere Jahrzehnte, vor allem vor US-amerikanischen Gerichten, hinzog. Das US-amerikanische Patentamt erkannte schließlich Ziegler die Priorität zu. Im Jahr 1983 schlossen die Parteien einen Vergleich. Montecatini verzichtete auf alle Ansprüche und zahlte Schadensersatz an das Max-Planck-Institut.

## Weitere Forschungsgebiete
Neben seinen Arbeiten zur metallorganischen Chemie und Katalyse forschte Ziegler auf dem Gebiet der Naturstoffchemie und der präparativen organischen Chemie. Mit seinem Namen verbunden ist die Synthese großer Kohlenstoffringe, die unter anderem zur Synthese der Inhaltsstoffe des Moschusöls führte.

### Mehrgliedrige Kohlenstoffringe
Im Jahr 1933 erschien von Ziegler, Eberle und Ohlinger eine erste Arbeit – basierend auf Untersuchungen von Ruggli um 1920 – über die Herstellung von mehrgliedrigen Kohlenstoffringen. Ringbildungen wurden mit α,ω-Dinitrilen mit Lithiumdiethylamid als Base durchgeführt. Dabei setzte Ziegler auf eine starke Verdünnung der Dinitrile in der Lösung, so dass die zwischenmolekulare Kettenbildung erschwert wurde. Das Ziegler-Ruggli-Verdünnungsprinzip ermöglichte die Darstellung von Kohlenstoffringen mit 14–30 Kohlenstoffatomen in guter Ausbeute.
Arbeiten beim Erhitzen von 1,3-Butadien um 200 °C hatten gezeigt, dass sich leicht 1,5-Cyclooctadien in Ausbeuten bis zu 15 % bildete. Mit Ethen und Butadien und dem Ziegler-Katalysator konnten so die nach anderen Methoden kaum herstellbaren Ringe mit 8, 10, 12 Kohlenstoffatomen wie Cyclooctadien, Cyclodecadien und Cyclododecatrien dargestellt werden.

### Synthese von Cantharidin und Ascaridol

Struktur des Cantharidins

Nachdem Ziegler bereits erfolgreich mittels seiner Methode zur Herstellung großer Ringe ein Racemat des Naturstoffs Muscon hergestellt hatte, forschte er weiter auf dem Gebiet der Naturstoffchemie, was zur Synthese des Cantharidins, eines in verschiedenen Käferarten vorkommenden Terpenoids und Inhaltsstoffes der Spanischen Fliege, führte.
In Halle gelang Günther Otto Schenck und Ziegler die Synthese des Ascaridols, damals der einzige identifizierte Naturstoff mit einer Peroxidfunktion. Ascaridol wird aus Pinen und Sauerstoff in Anwesenheit von Chlorophyll synthetisiert und gilt als Lehrbuchbeispiel für eine Photooxidation unter Sensibilisierung mit Chlorophyll.

### Bromierung in Allylstellung
Die von Alfred Wohl eingeführte Bromierung mit N-Bromacetamid entwickelte Ziegler weiter zur Wohl-Ziegler-Reaktion, einer Bromierung in Allylstellung unter Verwendung von N-Bromsuccinimid und einem Radikalinitiator. Das Verfahren ist heute eine Standardmethode in der präparativen organischen Chemie.

### Azulen-Synthese
Gemeinsam mit Klaus Hafner entwickelte Ziegler eine vielseitige Synthese des Azulens, dargestellt durch die Kondensationsreaktion eines Cyclopentadienyl-Anions mit einem Intermediat aus der nucleophilen Addition von Dimethylamin an einem aktivierten Pyridinderivat unter Ringöffnung, dem so genannten Königschen Salz. Sie ist als Ziegler-Hafner-Synthese bekannt.

### Elektrochemische Untersuchungen
Ab dem Jahr 1953 erforschte Ziegler die elektrolytische Abscheidung von Aluminium und die elektrochemische Synthese von Metallalkylverbindungen. Aus den flüssigen Komplexverbindungen von Natriumfluorid mit Triethylaluminium gelang die Abscheidung von hochreinem Aluminium. Das grundsätzliche Verfahren wurde später von Siemens im SIGAL-Verfahren kommerzialisiert.
Ebenfalls in diese Zeit fiel die Entwicklung der elektrochemischen Synthese von Metallalkylen wie Diethylquecksilber und Tetraethylblei. Obwohl Bleitetraethyl als Kraftstoffzusatz in großen Mengen Verwendung fand, stellte Ziegler in den frühen 1970er Jahren die Untersuchungen ein, und zwar auf Grund von Schwierigkeiten bei der Verfahrensentwicklung und der Entwicklung von Drei-Wege-Katalysatoren, die bleifreies Benzin benötigten.

## Kunstsammlung
Ab 1958 begann Ziegler mit seiner Frau Maria eine Sammlung zur Kunst des Expressionismus und der klassischen Moderne aufzubauen. Die ersten Bilder stammten von Malern wie Erich Heckel, Karl Hofer, Franz Marc und Emil Nolde. Ziegler, der durch die Lizenzeinnahmen seiner Erfindungen finanziell weitgehend unabhängig war, sammelte in den nächsten Jahrzehnten weitere Werke von August Macke, Max Beckmann und Lyonel Feininger. Das Ehepaar Ziegler ließ sich in der Auswahl der Bilder selten beraten und traf die Auswahl nicht nach kunsthistorischen Aspekten. Oft betraf die Auswahl der Bilder Orte, zu denen eine emotionale Bindung bestand.
Die Bilder werden heute in einer Ausstellung im Kunstmuseum Mülheim an der Ruhr gezeigt. Sie sind das Kernstück einer Sammlung, die durch die Stiftung Sammlung Ziegler erweitert wurde, mittlerweile 115 Werke umfasst und zu den bedeutendsten Sammlungen der Region zählt. 2019 wurde die Sammlung im Kunstmuseum Moritzburg in Halle (Saale) und anschließend in Emden ausgestellt.

## Auszeichnungen

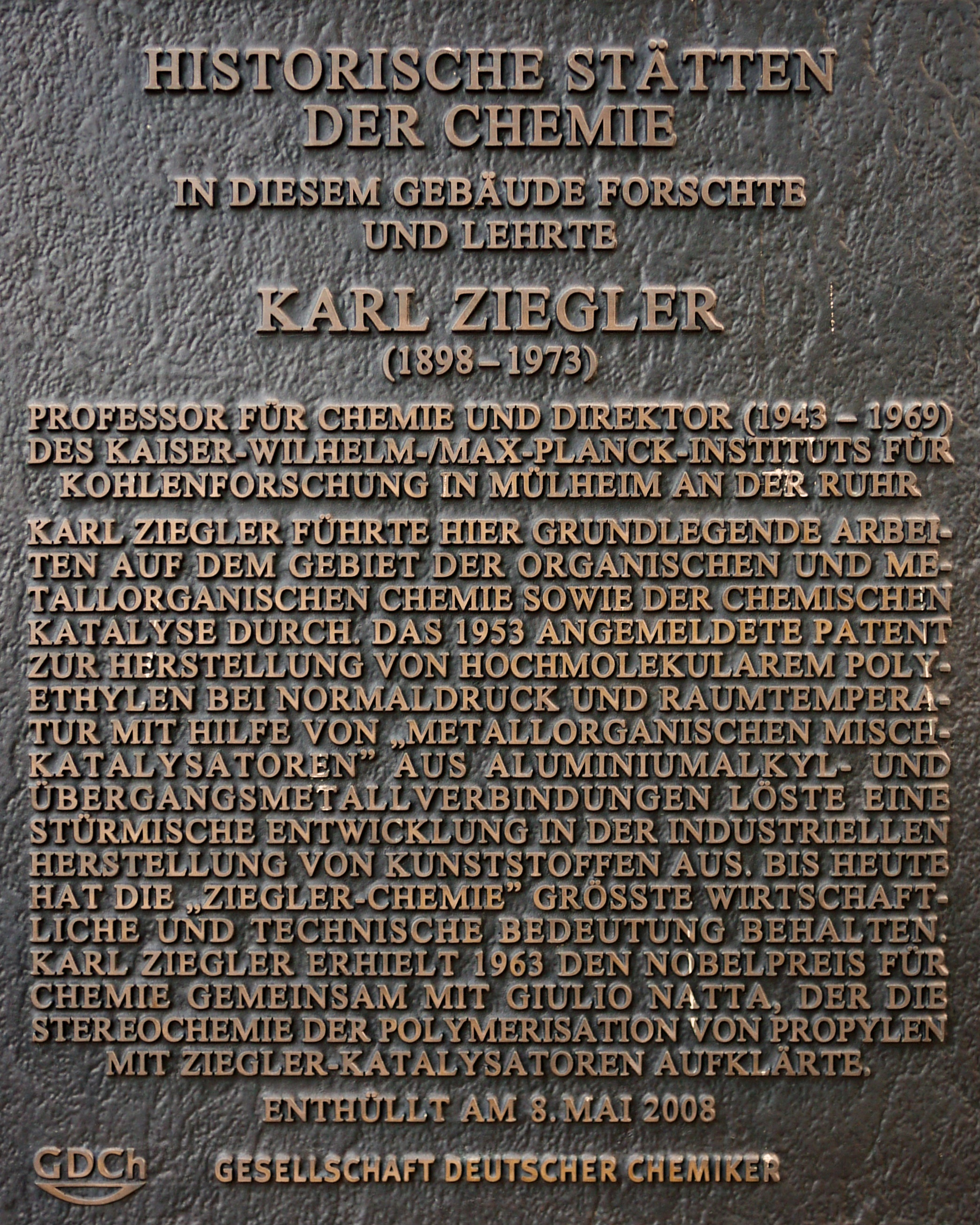
Gedenktafel der GDCh

Zahlreiche wissenschaftliche Gesellschaften auf der ganzen Welt zeichneten Ziegler für seine wissenschaftliche Arbeit aus. Im Jahr 1935 erhielt er die Liebig-Denkmünze und 1953 die Carl-Duisberg-Plakette des Vereins Deutscher Chemiker. 1938 wurde er zum Mitglied der Leopoldina gewählt. Die Lavoisier-Medaille der Société Chimique de France erhielt Ziegler 1955 und drei Jahre später, im Jahr 1958, wurde Ziegler mit der Carl-Engler-Medaille der Deutschen Wissenschaftlichen Gesellschaft für Erdöl, Erdgas und Kohle e. V. ausgezeichnet.
Im Jahr 1960 wurde er zusammen mit Otto Bayer und Walter Reppe in Würdigung ihrer Arbeiten zur Erweiterung der wissenschaftlichen Grundlagen und zur technischen Entwicklung neuer synthetischer, hochmolekularer Werkstoffe mit dem Werner-von-Siemens-Ring der Werner-von-Siemens-Stiftung ausgezeichnet. Die Technische Universität Hannover, die Universität Gießen, die Universität Heidelberg sowie die Technische Universität Darmstadt verliehen ihm die Ehrendoktorwürde.
Für seine Entdeckung des Ziegler-Natta-Verfahrens zur Herstellung von Polyolefinen über koordinative Insertionspolymerisation mit metallorganischen Katalysatoren erhielt Ziegler 1963, gemeinsam mit dem italienischen Chemiker Natta, den Nobelpreis für Chemie.
Weiterhin erhielt er 1964 die Swinburne Medal von The Plastics Institute, London, und im selben Jahr das Große Bundesverdienstkreuz mit Stern und Schulterband der Bundesrepublik Deutschland.
Weitere Auszeichnungen waren 1967 die International Synthetic Rubber Medal von Rubber and Plastics Age und 1969 der Orden Pour le Mérite für Wissenschaften und Künste (vormals Friedensklasse). 1971 erfolgte die Wahl zum Foreign Member der Royal Society.
Im Jahr 2008 wurde die Gedenktafel der Gesellschaft Deutscher Chemiker im Rahmen des Programmes Historische Stätten der Chemie am Altbau des Max-Planck-Instituts für Kohlenforschung in Mülheim an der Ruhr enthüllt.
Nach Ziegler wurde ein Gymnasium in Mülheim, die Karl-Ziegler-Schule, benannt. Bei der Gesellschaft Deutscher Chemiker ist die nach ihm benannte Karl-Ziegler-Stiftung angesiedelt, die den mit 50.000 Euro dotierten Wissenschaftspreis Karl-Ziegler-Preis sowie den Karl-Ziegler-Förderpreis verleiht.